# Community land trust
Een community land trust (CLT) is een trust die individuele eigendomsrechten combineert met collectieve landeigendom. Deze rechtsvorm leidt tot een coöperatie zonder winstoogmerk die eigendom afstaat aan individuen en de gemeenschap (de trustees). In de praktijk ondersteunen CLT’s bijvoorbeeld betaalbaar wonen, gemeenschapstuinen, openbare gebouwen en commerciële ruimtes. Gemeenschappelijk eigendom wordt zo beheerd door en voor de gemeenschap. De pachtovereenkomst van de trust kan worden opgezegd als het gebruik van de grond niet meer beantwoordt aan de doelstellingen van de trust. Het is een evenwichtsoefening tussen veilige grondtoegang voor elk individu en de gemeenschapsnood van betaalbaarheid, economische diversiteit en lokale basisdiensten.

## Geschiedenis
In 1969 lanceerden Ralph Borsodi en Robert Swann het moderne prototype van de community land trust in de Verenigde Staten. Ze wilden landeigendom verzekeren voor Afro-Amerikaanse boeren en baseerden zich op eerdere voorbeelden zoals Garden Cities in Engeland en Gramdan dorpen in India vanuit een woningnood voor lagere inkomens.

### India
Volgens de website van de E. F. Schumacher Society werd Swann geïnspireerd door Borsodi en zijn werk met J. p. Narayan en Vinoba Bhave, twee leerlingen van Gandhi. Vinoba wandelde van dorp naar dorp op het platteland van India in de jaren 50 en 60. Hij bracht mensen samen en vroeg wie meer land dan nodig had een deel te geven aan wie armer was. Dit initiatief was bekend onder de namen ‘Bhoodan’ of ‘Land gift movement’ (Beweging voor Landgiften) en vele bestuurlijke leiders namen deel aan deze wandeltochten.
Sommige nieuwe landeigenaars geraakten toch ontgoocheld. Het ontbrak hen aan gereedschappen en zaden om het goed te kunnen bewerken. Zonder een betaalbaar kredietsysteem om deze noodzakelijke zaken aan te schaffen was het land voor hen waardeloos. Ze verkochten hun gronden terug aan de grootgrondbezitters en trokken naar de steden. Toen Vinoba dit opmerkte veranderde hij het oorspronkelijke Bhoodan-systeem: het gedoneerde land werd eigendom van het dorp die de grond verpacht aan wie die kan bewerken. Zodra het land braak bleef liggen kwam de pacht te vervallen. Dit nieuwe systeem noemde hij ‘Gramdan’ of ‘Village gift system’ (Systeem van Dorpsgiften). Dit inspireerde verscheidene regionale trusts in India en kreeg ook navolging in de Verenigde Staten.

### Verenigde Staten
In 1969 werd New Communities, Inc. opgericht om Afro-Amerikaanse boeren in het zuiden toegang te geven tot landbouwgrond. Een lokale voorloper was de Celo-gemeenschap in North Carolina, die gesticht werd in 1937 door Arthur Ernest Morgan. Aan de basis van New Communities lag een samenwerking tussen Robert Swann, Slater King (voorzitter van de ‘Albany Movement’ en een neef van Martin Luther King), Charles Sherrod (betrokken bij een geweldloze studentenorganisatie) en verschillende mensen uit burgerrechtenorganisaties uit het zuiden van het land. Hun eigen omschrijving: “een vereniging zonder winstoogmerk voor grond in een eeuwigdurend fonds ten behoeve van permanent gebruik door rurale gemeenschappen”.
Het concept van New Communities Inc. was geïnspireerd op ervaringen van het Joods Nationaal Fonds (JNF) dat land voor 99 jaar in erfpacht gaf voor landbouwcoöperaties en geplande nieuwe gemeenschappen/dorpen. Het JNF werd gesticht in 1901 om grond te kopen en ontwikkelen in Ottomaans Palestina (later Israël) voor Joodse nederzettingen. In 2007 had dit JNF 13% van de landoppervlakte van Israël in eigendom. Het heeft een lange en gevestigde juridische traditie om land te pachten aan individuen, coöperaties en intentionele gemeenschappen zoals kibboetsen en mosjavim. Swann, Slater King, Charles Sherrod, Faye Bennett (directeur van het ‘National Sharecroppers Fund’) en anderen uit het Zuiden reisden in 1968 naar Israël om meer te leren over dit pachtsysteem. Ze besloten een systeem op te zetten dat individuele pachten voor woningen combineerde met coöperatieve pachten voor landbouwgrond. New Communities Inc. kocht een perceel van 20 km² landbouwgrond nabij Albany, Georgia in 1970 en bewerkte dit 20 jaar lang tot ze deze eigendom toch verloor. Het voorbeeld van New Communities kreeg navolging in de jaren 70 met een dozijn andere rurale community land trusts.
In 1967 hadden Ralph Borsodi, Robert Swann en Erick Hansch het International Independence Institute opgericht in Massachusetts. Ze organiseerden opleidingen en verleenden technische bijstand bij de plattelandsontwikkeling in de VS en andere landen naar het voorbeeld van de Gramdan-dorpen uit India. In 1972 publiceerde dit instituut The Community Land Trust. Een nieuw model voor eigendomsrecht in Amerika. waarin Swann, Hansch, Shimon Gottschalk en Ted Webster dit nieuwe pachtsystemen voor grond, woningen en andere gebouwen definieerden op basis van concrete voorbeelden. In 1973 werd het instituut herdoopt tot Institute for Community Economics (ICE).
In 1980 werd Chuck Matthei, een activist met wortels in een vakbond en vredesbeweging, ‘Executive Director’ van ICE. Hij lanceerde initiatieven om praktische en wettelijke vragen en knelpunten aan te pakken voor stadsambtenaren en banken en pionierde met modernere CLT en leenmodellen voor gemeenschappen. Community land trusts werden actief gepromoot als nieuw en vernieuwend woonmodel, ook in een stedelijke context om woningen betaalbaarder te maken, gentrificatie tegen te gaan en wijken te revitaliseren. 
De eerste stedelijke CLT was die van Cincinnati, gesticht in 1981 door een evangelische associatie van kerken die zich tot doel stelde de uitdrijving van de armere Afro-Amerikaanse bewoners van hun wijk tegen te houden. In de loop van de jaren 80 nam het aantal stedelijke Community Land Trusts snel toe. Net als in Cincinnati werden ze soms opgericht om plannen van een stadsbestuur tegen te gaan. In andere steden, zoals Burlington (Vermont) en Syracuse (New York) werden ze in samenwerking met het lokaal bestuur ontwikkeld. Een van de meest significante partnerschappen tussen een stad en een CLT gebeurde in Boston in 1989 toen deze stad vrijwillig een deel van haar eigendommen liet onteigenen door een CLT-dochter van de ‘Dudley Neighborhood Initiative’.
In 1990 was het aantal CLT’s gestegen tot meer dan 100 groepen in 23 verschillende staten met honderden permanent betaalbare wooneenheden, sommige met commerciële en openbare faciliteiten. Sinds 1992 is CLT erkend als eigendomsvorm in de Verenigde Staten met ondertussen meer dan 250 community land trusts. In 2006 werd met de National Community Land Trust Network een landelijke organisatie opgericht om CLT’s te promoten en ondersteunen. In hetzelfde jaar werd de aanverwante National CLT Academy opgericht voor training en onderzoek rond CLTs.

### Wereldwijd
Op verschillende continenten ontstaan bewegingen ter promotie van community land trusts in onder meer Canada, Kenia en Nieuw-Zeeland. In het Verenigd Koninkrijk en Australië werden ook landelijke organisaties opgericht ter ondersteuning van lokale CLT-bewegingen. In België worden sinds 2011 community land trusts uitgewerkt in de steden Brussel en Gent. In 2018 verklaarde de burgemeester van Antwerpen een gelijkaardig initiatief te willen opstarten. In 2019 werd in Leuven een studie gestart rond CLT, om betaalbaar wonen te onderzoeken CLT Gent ijvert ook voor een Vlaams en boven lokaal initiatief.

## Werking
Een community land trust is een organisatie zonder winstoogmerk die eigendommen bezit, ontwikkelt en beheert ten gunste van de lokale gemeenschap. Het doel is om grond en eigendommen te verwerven en deze voor altijd te behouden in een trust ten behoeve van een gemeenschap. De uiteindelijke bedoeling is het produceren en beheren van betaalbare woningen voor de lagere inkomensklassen. Ook andere functies (economische activiteiten, diensten) kunnen een plaats krijgen op de gronden van de Community Land Trust, voor zover ze de gemeenschap ten goede komen.
Tien basiskenmerken:
1. Non-profit, belastingvrije rechtsvorm
2. Duaal eigendom: grond van de trust en gebouwen van de trustees
3. Grondleasing met CLT als garantie voor lange termijn
4. Blijvende betaalbaarheid, ook als een eigenaar verkoopt
5. Blijvende verantwoordelijkheid voor de grond
6. Lokaal medezeggenschap, bewoners hebben stemrecht
7. Lokale controle, twee derde van de bestuurders moet in de buurt wonen
8. Tripartiet beheer: 1/3 vertegenwoordigt eigenaars, 1/3 vertegenwoordigt de omgeving, 1/3 spreekt in naam van (sociale) overheidsinstellingen.
9. Gericht op uitbreiding en brede lokale inbedding
10. Flexibele ontwikkeling

Om de woningen betaalbaar te maken voor mensen met een laag inkomen geeft de CLT bij de verkoop een premie aan de kopers. De kopers krijgen zo goed als dezelfde rechten als elke andere huiseigenaar. Het enige verschil: ze moeten zelf in hun huis blijven wonen, en wanneer ze het zouden verkopen moeten ze de premie die ze bij aankoop gekregen hebben teruggeven aan de CLT. Ook het grootste deel van de eventuele winst uit de verkoop gaat naar de CLT.
De CLT heeft een voorkooprecht op de woning. Wanneer een bewoner zijn huis verkoopt, zal de CLT het terugkopen, aan de marktprijs. Daarna wordt het opnieuw verkocht, en de nieuwe koper ontvangt de oorspronkelijke premie, plus een deel van de winst uit de verkoop. Zo blijft het huis ook na verkoop betaalbaar.
De woningen blijven dus betaalbaar omdat de winst die ze gegenereerd hebben terugvloeit naar de gemeenschap.